# Te dejé
«Te dejé» es el primer sencillo del segundo álbum de estudio Año perfecto del grupo mexicano de pop Playa Limbo lanzado a mediados de septiembre de 2009.

## Información general
La canción fue escrita por la vocalista del grupo María León y música de Jorge Corrales, Ángel Baillo y Servando Yáñez. La canción fue producida por Nacho Maño y Playa Limbo.
- Datos: Q6139435